# Cyphostemma pseudonjegerre
Cyphostemma pseudonjegerre là một loài thực vật hai lá mầm trong họ Nho. Loài này được (Gilg & M.Brandt) Desc. miêu tả khoa học đầu tiên năm 1967.